# Baht

25 Satang, kleinste Umlaufmünze in Thailand

Wechselkurs des Euro zum Baht seit 2005

Der Baht (Thai: บาท, IPA: [bàːt]) ist die Währung Thailands. Namengebend war die thailändische Gewichtseinheit für Gold (15,244 Gramm bei 96,5 % Goldgehalt), die auch heute noch bei einheimischen Goldschmieden und Juwelieren üblich ist. Der Gold-Baht ist durch die moderne Währung in Münzen und Banknoten weitgehend verdrängt worden.

## Geschichte
Die große Bibliothek von Ayutthaya wurde beim Untergang des Königreiches 1766 durch Kriegseinwirkung vernichtet. Darum sind kaum noch Aufzeichnungen aus früheren Zeiten darüber vorhanden, seit wann es Geldmünzen im alten Siam gab. Die Vermutung, dass es womöglich auch Geldscheine gegeben haben könnte, da der Kontakt mit China immer gepflegt worden war, konnte noch nicht durch Funde bestätigt werden.
Die ersten Geldmünzen hießen Tical (sprich Tickel). Das Wort stammt vom arabischen thaqal, das mit den Namen des hebräischen Schekels und der in Bangladesch benutzten Währung Taka (wörtl. Münze oder Geld) verwandt ist. Spätestens ab der Mitte des 14. Jahrhunderts war im alten Siam die Währungseinheit Tical im Gebrauch; von den Siamesen schon in früheren Zeiten Bat genannt. Der Tical war ursprünglich ein Silberstück von 15 g Gewicht, das zu verschiedenen Zeiten in unterschiedlichen Formen auftrat. Manche Stücke hatten die Form einer Gewehrpatrone, andere sahen aus wie kleine Stangen, manche wie schmale, längliche Rhomben, und andere wiederum waren mehr oder weniger rund.
Der Tical war unterteilt in vier Salueng (oder Salyn), was Viertel bedeutet, ein Salueng wiederum bestand aus zwei Fueang (auch Fuang oder Fyän), beides waren Silbermünzen. Dazu waren noch kleinere Münzen aus Kupfer in Umlauf, so der Song-Pai (1⁄16 Tical), der Pai (1⁄32 Tical), der At (1⁄64 Tical) und der Solot (1⁄128 Tical). Ortsweise wurden auch Kauri-Muscheln als Währung gehandelt, wobei 1200 Muscheln den Wert von einem Fueang hatten. Eine Zeit lang waren auch kleine Silberkugeln im Gebrauch, die nach Gewicht gewertet wurden: die Pai.
Die Ticals wurden in der königlichen Münzprägerei hergestellt. Auf der einen Seite wurde die siamesische Krone und auf der anderen das Münzzeichen geprägt. Weiterhin wurden neben 1-Tical-Münzen auch 2- und 4-Tical-Münzen hergestellt, wobei die größte Münze rund sechzig Gramm wog. Diese ersten Ticals hatten jedoch noch keine richtige klassische Münzform, sondern waren kugelförmig, mit einer Einkerbung auf der einen Seite und auf der anderen Seite das königliche Siegel. Die größte Währungseinheit war 80 Tical, die über ein Kilogramm Gewicht besessen haben soll.
Diese ungewohnte Form von Münzen war bis um 1780 in Gebrauch und wäre es wohl noch länger gewesen, wenn nicht die Chinesen, die immer mehr den Handel kontrollierten, auch im Geld- und Goldhandel immer mehr Einfluss nahmen. So gab es Anfang des 18. Jahrhunderts auch groß angelegte Fälschungen, wobei mehrere Millionen Münzen von chinesischen Fälscherbanden aus Blei mit einer dünnen Silberschicht hergestellt wurden. Bis dieser Betrug bemerkt wurde, bestand bereits ein großer Teil der siamesischen Währungsreserven aus Blei. Einige Fälscherbanden wurden verhaftet und hingerichtet, aber der Schaden war enorm.
Bis zum 27. November 1902 war der Baht auf reiner Silberbasis festgelegt, mit 15 Gramm Silber pro Baht. Dies führte dazu, dass der Wert der Währung im Vergleich zu Währungen mit Goldstandard schwankte. Von 1856 bis 1864 war der Wert bestimmter ausländischer Silbermünzen gesetzlich festgelegt, wobei 5 Baht = 3 spanische Dollar = 7 indische Rupien waren. Vor 1880 war der Wechselkurs auf 8 Baht pro Pfund Sterling festgelegt und fiel in den 1880er Jahren auf 10 Baht pro Pfund. 1902 begann die Regierung, den Wert des Baht abzuwerten, indem sie allen Wertsteigerungen des Silbers gegenüber Gold folgte, ihn jedoch nicht senkte, wenn der Silberpreis fiel. Der Wert der Währung fiel bis auf 21,75 Baht pro Pfund Sterling, bis 1908 eine feste Bindung an das britische Pfund von 13 Baht pro Pfund eingeführt wurde. Diese wurde 1919 auf 12 Baht und dann, nach einer Zeit der Instabilität, 1923 auf 11 Baht revidiert. Während des Zweiten Weltkriegs wurde der Baht am 22. April 1942 auf einen Wert von einem japanischen Yen festgelegt. Von 1956 bis 1973 war der Baht an den US-Dollar mit einem Wechselkurs von 20,80 Baht = 1 Dollar, und dann bis 1978 mit 20 Baht = 1 Dollar gebunden. Eine Stärkung der US-Wirtschaft veranlasste Thailand, seine Währung von 1984 bis zum 2. Juli 1997, als das Land von der asiatischen Finanzkrise 1997 betroffen war, auf 25 Baht pro Dollar festzulegen. Danach wurde der Baht freigegeben und sein Wert halbierte sich daraufhin. Er erreichte im Januar 1998 seinen niedrigsten Kurs von 56 Baht pro Dollar. Seit 2006 schwankt der Wechselkurs zwischen 29 und 38 Baht für 1 US-Dollar.

## Die ersten modernen Münzen
König Chulalongkorn sorgte dafür, dass Siam Münzen nach europäischem Vorbild herstellte und Geldscheine einführte. Inspiriert durch die preußischen Münzprägestätten führte er in seinem Königreich diese Art der Münzprägung ein. Seitdem wurden in Siam Prägemünzen verwendet, die avers das Königsporträt und revers das siamesische Wappen mit einem dreiköpfigen Elefanten zeigten. Es wurden überwiegend Silbermünzen geprägt, seltener Goldmünzen. Ticals konnten anhand ihres Klangs erkannt werden.

## Die ersten Banknoten
Ursprünglich ist Baht der Name einer traditionellen Gewichtseinheit (1 Baht = 15,16 g), mit der das Gewicht von Gold und Silber noch heute im thailändischen Handel angegeben wird.
Die am 21. Mai 1889 erstmals in Bangkok ausgegebenen Banknoten der Hongkong & Shanghai Banking Corporation trugen in thailändischer Schrift die Bezeichnung Baht, daneben wurde die englische Bezeichnung Tical wiedergegeben. 1892 kamen die in Deutschland von Giesecke & Devrient gedruckten Noten in Bangkok an. Sie waren als Ausgabe des thailändischen Schatzamtes vorgesehen; auch sie zeigen auf Thai nur das Wort „Baht“, aus Rücksichtnahme auf die Ausländer schrieb man aber zusätzlich auf Englisch „Tical“. Die Ausgabe der nächsten Serie Thainoten („Serie 1“) wurde am 7. September 1902 verkündet, sie wurde ab 19. September 1902 in Umlauf gebracht. Auch diese Noten enthielten auf Thai ausschließlich das Wort „Baht“, daneben das englische Wort „Tical“. 1925 erschien die „2. Serie“. Sie hatte nur das thailändische Wort „Baht“, die englische Bezeichnung fehlte.

## Die heutige Währung Thailands
Ein Baht (Thai: บาท) ist unterteilt in 100 Satang(s) (auch Stang; Thai: สตางค์; Abkürzung: Stg.); 25 Satang sind ein Salueng (สลึง).
Es gibt Münzen zu 1, 2, 5 und 10 Baht. Außerdem gibt es Münzen zu 25 und 50 Satang, die aber nur noch in größeren Supermärkten gebräuchlich sind (die Münzen zu 1, 5 und 10 Satang sind nicht mehr im Umlauf). Banknoten werden im Wert von 20, 50, 100, 500 und 1000 Baht ausgegeben (10-Baht-Scheine sind nicht mehr gebräuchlich).
Die Rückseiten der Münzen zeigen bedeutende Tempel (Wat) in Thailand:
- 25-Satang-Münze (1 Salueng): Wat Phra Mahathat Woramaha Viharn in Nakhon Si Thammarat
- 50-Satang-Münze (2 Salueng): Wat Phra That Doi Suthep in Chiang Mai
- 1-Baht-Münze: Wat Phra Kaeo in Bangkok
- 2-Baht-Münze: Wat Phu Khao Thong in Bangkok
- 5-Baht-Münze: Wat Benchamabophit in Bangkok
- 10-Baht-Münze: Wat Arun in Bangkok

Die 10-Baht-Münze gleicht von Größe und Gewicht der 2-Euro-Münze, kann aber von neuen Münzautomaten wegen des anderen Materials unterschieden werden.
Außerdem sind Sondermünzen – meist im Wert von 10 Baht – im Umlauf. Besonders häufig sind die zum 50. Thronjubiläum von König Bhumibol Adulyadej (Rama IX.) 1996 geprägten Münzen. Eine andere Prägung erfolgte 2007 zu Ehren des Thai Medical Technology Council.
Ab dem 6. April 2019 erfolgte die Ausgabe von Münzen mit dem Porträt von König Maha Vajiralongkorn.
Die Rückseiten der aktuellen Banknoten (außer diesen sind auch noch ältere im Umlauf) zeigen:
Serie 15 (Vorderseite König Bhumibol Adulyadej)
- 20-Baht-Schein (seit 2003): König Ananda Mahidol (Rama VIII.) und die moderne Rama VIII.-Brücke in Bangkok
- 50-Baht-Schein (seit 2004): König Mongkut (Rama IV.) mit Globus und Teleskop; außerdem eine kleine Abbildung des Phra Pathom Chedi in Nakhon Pathom. Für einen begrenzten Zeitraum wurde die 50 Baht-Note als Kunststoffgeldschein aus Polymerfolie hergestellt. Sie trägt ein transparentes Fenster mit dem Konterfei des Königs als Wasserzeichen.
- 100-Baht-Schein (seit 2004): König Chulalongkorn (Rama V.) und eine Szene bezüglich der Abschaffung der Sklaverei
- 500-Baht-Schein (seit 2001): Statue von König Nang Klao (Rama III.) vor dem Wat Ratchanatdaram in Bangkok; außerdem die kleine Abbildung eines Segelschiffs
- 1000-Baht-Schein (seit 2005): König Bhumibol Adulyadej (Rama IX.) mit seiner Fotokamera vor der Staumauer des Pa-Sak-Chonlasit-Staudamms.

Serie 16 (Vorderseite König Bhumibol Adulyadej)
- 20-Baht-Schein (seit 2013): König Ramkhamhaeng, der Erfinder der thailändischen Schrift und eine Steinsäule mit einer Inschrift 1292 (Silajaruek Pokhun Ramkhamhaeng).
- 50-Baht-Schein (seit 2012): König Naresuan, Abbildung mit Schwert und auf einem Kriegselefanten.
- 100-Baht-Schein (seit 2015): König Taksin der Große, Abbildung als Heerführer und auf einem Pferd.
- 500-Baht-Schein (seit 2014): König Phutthayotfa Chulalok (Rama I.) vor Wat Pho.
- 1000-Baht-Schein (seit 2015): König Chulalongkorn (Rama V.), Anantasamakhom-Thronhalle und eine Szene zur Abschaffung der Sklaverei.

Serie 17 (Vorderseite König Maha Vajiralongkorn)
- 20-Baht-Schein (seit 2018): König Phutthayotfa Chulalok (Rama I.) und König Phutthaloetla (Rama II.).
- 50-Baht-Schein (seit 2018): König Nang Klao (Rama III.) und König Mongkut (Rama IV.).
- 100-Baht-Schein (seit 2018): König Chulalongkorn (Rama V.) und König Vajiravudh (Rama VI.).
- 500-Baht-Schein (seit 2018): König Prajadhipok (Rama VII.) und König Ananda Mahidol (Rama VIII.).
- 1000-Baht-Schein (seit 2018): König Bhumibol Adulyadej (Rama IX.) und König Maha Vajiralongkorn (Rama X.).

Notenbank ist die Thailändische Zentralbank.

## Gewichtseinheit
Der Baht ist außerdem eine Gewichtseinheit für Gold, die in Thailand von Goldschmieden und Juwelieren benutzt wird. Ein Baht entspricht 15,244 Gramm. Da die Reinheit von thailändischem Gold standardmäßig 96,5 % beträgt, ist der eigentliche Goldgehalt eines Baht 14,71046 Gramm, entsprechend 0,4729523 Feinunzen. Das Gewicht von 15,244 Gramm gilt für Gold in Barren, bei Schmuck sollte ein Baht mehr als 15,16 Gramm betragen.